# Première circonscription du Calvados
La première circonscription du Calvados est représentée dans la XVIe législature par Joël Bruneau, député Divers Droite.

## Description géographique et démographique

### Avant la Cinquième République
- De 1820 à 1831 : arrondissement de Caen plus le canton de Dives-sur-Mer
- De 1831 à 1852 : les deux cantons de Caen-Ouest et Caen-Est
- Sous la Troisième République[1] :
  - 1871, 1872 et 1874 (élections partielles) : circonscription unique pour le Calvados
  - 1876, 1877 et 1881 : cantons de Caen Ouest et Est, ainsi que les cantons de Troarn et Bourguébus
  - 1885 : circonscription unique pour le Calvados
  - 1889, 1893, 1898, 1902, 1906, 1910 et 1914 : cantons de Caen Ouest et Est, ainsi que les cantons de Troarn et Bourguébus
  - 1919 : moitié nord du département (arrondissements de Bayeux, Caen et Pont-l'Évêque)
  - 1924 : circonscription unique pour le Calvados
  - 1928 : cantons de Caen Ouest et Est, ainsi que les cantons de Troarn, Bourguébus, Bretteville-sur-Laize et Morteaux-Coulibœuf
  - 1932 et 1936 : cantons de Caen Ouest et Est, ainsi que les cantons de Troarn et Bourguébus

### Sous la Cinquième République

#### De 1958 à 1986
La première circonscription du Calvados était composée de :
- Canton de Bourguébus
- Canton de Caen-Est
- Canton de Caen-Ouest
- Canton de Douvres-la-Délivrande

#### Depuis 1988
Située au centre du département, la première circonscription du Calvados regroupe les quartiers ouest et la banlieue ouest de la ville-préfecture, Caen. Elle regroupe les cantons suivants :
- Canton de Caen-1
- Canton de Caen-2
- Canton de Caen-3
- Canton de Caen-8
- Canton de Caen-9
- Canton de Tilly-sur-Seulles

## Description historique et politique
Dans un département traditionnellement ancré à droite, la première circonscription du Calvados est une circonscription qui tend progressivement vers la gauche[réf. souhaitée]. Ainsi, elle a élu son premier député socialiste en 1997, pour ne revenir à droite en 2002 que par 116 voix d'écart, soit 50,14 % des suffrages. Cette évolution s'est confirmée à la présidentielle de 2007 lorsque la circonscription a voté, à l'inverse des résultats nationaux, à 53,35 % pour Ségolène Royal. En 2017, la 1re circonscription du Calvados a plébiscité Emmanuel Macron aux élections présidentielles ainsi que le député LREM, Fabrice Le Vigoureux, aux élections législatives. En 2022, Emmanuel Macron est à nouveau en tête à la présidentielle, assez confortablement. Cependant, Fabrice Le Vigoureux ne parvient à se défaire de la candidate NUPES qu'avec 200 voix d'avance sur cette dernière. Toutefois, la candidature NUPES perd du terrain en termes de pourcentage de voix face à l'ancien maire de Caen, Joël Bruneau (LR) élu en 2024 avec un écart de près de 20%, refaisant basculer la circonscription à droite.

## Historique des résultats
| Législature | Début de mandat | Fin de mandat  | Député               | Parti politique  | Observations |
| ----------- | --------------- | -------------- | -------------------- | ---------------- | --- |
| Ire         | 9 décembre 1958 | 9 octobre 1962 | Henri-François Buot  | MRP              | Mandat écourté à la suite d'une dissolution parlementaire décidée par Charles de Gaulle.                                                    |
| IIe         | 6 décembre 1962 | 2 avril 1967   | Henri-François Buot  | UNR-UDT          | Conseiller général du Canton de Caen-Est |
| IIIe        | 3 avril 1967    | 30 mai 1968    | Henri-François Buot  | UD-Ve            | Conseiller général du Canton de Caen-Est Mandat écourté à la suite d'une dissolution parlementaire décidée par Charles de Gaulle.           |
| IVe         | 11 juillet 1968 | 1er avril 1973 | Henri-François Buot  | UDR              | Conseiller général du Canton de Caen-Est |
| Ve          | 2 avril 1973    | 2 avril 1978   | Louis Mexandeau      | PS               | Conseiller général du Canton de Caen-2 |
| VIe         | 3 avril 1978    | 22 mai 1981    | Louis Mexandeau      | PS               | Conseiller général du Canton de Caen-2 Mandat écourté à la suite d'une dissolution parlementaire décidée par François Mitterrand.           |
| VIIe        | 2 juillet 1981  | 1er avril 1986 | Louis Mexandeau      | PS               | Conseiller général du Canton de Caen-2 (→ 1982) Remplacé le 25 juillet 1981 par Éliane Provost à la suite de sa nomination au gouvernement. |
| IXe         | 23 juin 1988    | 1er avril 1993 | Francis Saint-Ellier | UDF              | Conseiller général du Canton de Caen-6 |
| Xe          | 2 avril 1993    | 21 avril 1997  | Francis Saint-Ellier | UDF              | Conseiller général du Canton de Caen-8 Mandat écourté à la suite d'une dissolution parlementaire décidée par Jacques Chirac.                |
| XIe         | 12 juin 1997    | 18 juin 2002   | Philippe Duron       | PS               | Maire de Louvigny (→ 2001) Conseiller général du canton de Caen-2 (1998-2001)                                                               |
| XIIe        | 19 juin 2002    | 19 juin 2007   | Brigitte Le Brethon  | UMP              | Maire de Caen |
| XIIIe       | 20 juin 2007    | 19 juin 2012   | Philippe Duron       | PS               | Maire de Caen (depuis 2008) Conseiller régional de Basse-Normandie                                                                          |
| XIVe        | 20 juin 2012    | 20 juin 2017   | Philippe Duron       | PS               | Maire de Caen (2008-2014) Conseiller régional de Basse-Normandie                                                                            |
| XVe         | 21 juin 2017    | 21 juin 2022   | Fabrice Le Vigoureux | LREM             | |
| XVIe        | 22 juin 2022    | 9 juin 2024    | Fabrice Le Vigoureux | LREM-Ensemble    | Mandat écourté à la suite d'une dissolution parlementaire décidée par Emmanuel Macron.                                                      |
| XVIIe       | 8 juillet 2024  | En cours       | Joël Bruneau         | Les Républicains | Maire de Caen (2014-2024) |

## Historique des élections

### Élections de 1958
| Candidat       | Candidat                | Parti          | Premier tour | Premier tour | Second tour | Second tour |  |
| Candidat       | Candidat                | Parti          | Voix         | %            | Voix        | %           |  |
| -------------- | ----------------------- | -------------- | ------------ | ------------ | ----------- | ----------- |  |
|                | Henri-François Buot élu | UNR            | 17 853       | 32,98        | 31 867      | 65,23       |  |
|                | Jean-Marie Louvel       | MRP            | 16 876       | 31,17        | Retrait     | Retrait     |  |
|                | Charles Margueritte     | SFIO           | 10 363       | 19,14        | 16 987      | 34,77       |  |
|                | Robert Lakota           | PCF            | 7 515        | 13,88        | Retrait     | Retrait     |  |
|                | Auguste Gautier         | Modérés        | 1 529        | 2,82         | Retrait     | Retrait     |  |
|                |                         |                |              |              |             |             |  |
| Inscrits       | Inscrits                | Inscrits       | 70 043       | 100,00       | 70 003      | 100,00      |  |
| Abstentions    | Abstentions             | Abstentions    | 14 550       | 20,77        | 19 035      | 27,19       |  |
| Votants        | Votants                 | Votants        | 55 493       | 79,23        | 50 968      | 72,81       |  |
| Blancs et nuls | Blancs et nuls          | Blancs et nuls | 1 357        | 2,45         | 2 114       | 4,15        |  |
| Exprimés       | Exprimés                | Exprimés       | 54 136       | 97,55        | 48 854      | 95,85       |  |

Marcel Dudet, professeur de lettres supérieures, était le suppléant d'Henri-François Buot.

### Élections de 1962
|                | Henri-François Buot sortant réélu | UNR-UDT        | 26 923 | 56,84  |  |  |  |
|                | Robert Lakota                     | PCF            | 8 666  | 18,29  |  |  |  |
|                | Robert Carabie                    | MRP            | 7 477  | 15,78  |  |  |  |
|                | Gérard Lemercier                  | SFIO           | 4 303  | 9,08   |  |  |  |
|                |                                   |                |        |        |  |  |  |
| Inscrits       | Inscrits                          | Inscrits       | 77 052 | 100,00 |  |  |  |
| Abstentions    | Abstentions                       | Abstentions    | 28 489 | 36,97  |  |  |  |
| Votants        | Votants                           | Votants        | 48 563 | 63,03  |  |  |  |
| Blancs et nuls | Blancs et nuls                    | Blancs et nuls | 1 194  | 2,46   |  |  |  |
| Exprimés       | Exprimés                          | Exprimés       | 47 369 | 97,54  |  |  |  |

André Vermeulen, directeur commercial, maire d'Hérouville-Saint-Clair était suppléant d'Henri-François Buot.

### Élections de 1967
| Candidat       | Candidat                          | Parti          | Premier tour | Premier tour | Second tour | Second tour |  |
| Candidat       | Candidat                          | Parti          | Voix         | %            | Voix        | %           |  |
| -------------- | --------------------------------- | -------------- | ------------ | ------------ | ----------- | ----------- |  |
|                | Henri-François Buot sortant réélu | UD-Ve          | 32 419       | 47,27        | 33 749      | 52,16       |  |
|                | Jacques Bayon                     | PCF            | 12 831       | 18,71        | 22 561      | 34,87       |  |
|                | Max-André Brier                   | SFIO (FGDS)    | 10 026       | 14,62        | Retrait     | Retrait     |  |
|                | Bernard Nolot                     | CD (PDM)       | 8 942        | 13,04        | 8 397       | 12,98       |  |
|                | Jean Petite                       | PSU            | 4 359        | 6,36         |             |             |  |
|                |                                   |                |              |              |             |             |  |
| Inscrits       | Inscrits                          | Inscrits       | 87 616       | 100,00       | 87 613      | 100,00      |  |
| Abstentions    | Abstentions                       | Abstentions    | 17 603       | 20,09        | 21 513      | 24,55       |  |
| Votants        | Votants                           | Votants        | 70 013       | 79,91        | 66 100      | 75,45       |  |
| Blancs et nuls | Blancs et nuls                    | Blancs et nuls | 1 436        | 2,05         | 1 393       | 2,11        |  |
| Exprimés       | Exprimés                          | Exprimés       | 68 577       | 97,95        | 64 707      | 97,89       |  |

André Vermeulen, maire d'Hérouville-Saint-Clair était le suppléant d'Henri-François Buot.

### Élections de 1968
| Candidat       | Candidat                          | Parti          | Premier tour | Premier tour | Second tour | Second tour |  |
| Candidat       | Candidat                          | Parti          | Voix         | %            | Voix        | %           |  |
| -------------- | --------------------------------- | -------------- | ------------ | ------------ | ----------- | ----------- |  |
|                | Henri-François Buot sortant réélu | UDR (URP)      | 34 301       | 49,02        | 35 941      | 56,48       |  |
|                | Jean Goueslard                    | PCF            | 11 404       | 16,3         | 17 666      | 27,76       |  |
|                | Bernard Nolot                     | CD (PDM)       | 8 900        | 12,72        | 10 026      | 15,76       |  |
|                | Louis Mexandeau                   | CIR (FGDS)     | 7 007        | 10,01        |             |             |  |
|                | Robert de Caumont                 | Divers gauche  | 4 340        | 6,2          |             |             |  |
|                | Micheline Dornier                 | PSU            | 4 028        | 5,76         |             |             |  |
|                |                                   |                |              |              |             |             |  |
| Inscrits       | Inscrits                          | Inscrits       | 88 336       | 100,00       | 88 284      | 100,00      |  |
| Abstentions    | Abstentions                       | Abstentions    | 17 527       | 19,84        | 23 752      | 26,9        |  |
| Votants        | Votants                           | Votants        | 70 809       | 80,16        | 64 532      | 73,1        |  |
| Blancs et nuls | Blancs et nuls                    | Blancs et nuls | 829          | 1,17         | 899         | 1,39        |  |
| Exprimés       | Exprimés                          | Exprimés       | 69 980       | 98,83        | 63 633      | 98,61       |  |

Lucien Nelle, maître-assistant à l'université de Caen était le suppléant d'Henri-François Buot.

### Élections de 1973
| Candidat       | Candidat                    | Parti          | Premier tour | Premier tour | Second tour | Second tour |  |
| Candidat       | Candidat                    | Parti          | Voix         | %            | Voix        | %           |  |
| -------------- | --------------------------- | -------------- | ------------ | ------------ | ----------- | ----------- |  |
|                | Henri-François Buot sortant | UDR (URP)      | 30 096       | 36,35        | 40 456      | 49,68       |  |
|                | Louis Mexandeau élu         | PS (UGSD)      | 18 229       | 22,01        | 40 981      | 50,32       |  |
|                | André Mathieu               | MR             | 12 908       | 15,59        | Retrait     | Retrait     |  |
|                | Jean Goueslard              | PCF            | 12 442       | 15,03        | Retrait     | Retrait     |  |
|                | Bernard Anne                | PSU            | 4 593        | 5,55         |             |             |  |
|                | Claude Ganne                | LCR            | 2 806        | 3,39         |             |             |  |
|                | Denis Lelièvre              | FN             | 1 730        | 2,09         |             |             |  |
|                |                             |                |              |              |             |             |  |
| Inscrits       | Inscrits                    | Inscrits       | 105 871      | 100,00       | 105 814     | 100,00      |  |
| Abstentions    | Abstentions                 | Abstentions    | 21 186       | 20,01        | 21 633      | 20,44       |  |
| Votants        | Votants                     | Votants        | 84 685       | 79,99        | 84 181      | 79,56       |  |
| Blancs et nuls | Blancs et nuls              | Blancs et nuls | 1 881        | 2,22         | 2 744       | 3,26        |  |
| Exprimés       | Exprimés                    | Exprimés       | 82 804       | 97,78        | 81 437      | 96,74       |  |

Daniel Wimart-Rousseau, instituteur, conseiller municipal d'Hérouville-Saint-Clair était le suppléant de Louis Mexandeau.

### Élections de 1978
| Candidat       | Candidat                      | Parti          | Premier tour | Premier tour | Second tour | Second tour |  |
| Candidat       | Candidat                      | Parti          | Voix         | %            | Voix        | %           |  |
| -------------- | ----------------------------- | -------------- | ------------ | ------------ | ----------- | ----------- |  |
|                | Jean-Marie Girault            | UDF (PR)       | 46 114       | 44,29        | 52 151      | 49,02       |  |
|                | Louis Mexandeau sortant réélu | PS             | 32 271       | 30,99        | 54 239      | 50,98       |  |
|                | Joë Metzger                   | PCF            | 13 406       | 12,87        |             |             |  |
|                | Josette Bénard                | Écologie 78    | 5 706        | 5,48         |             |             |  |
|                | Max-André Brier               | UDF (MDSF)     | 1 683        | 1,62         |             |             |  |
|                | François Verney               | LCR            | 1 240        | 1,19         |             |             |  |
|                | Annick Marsault               | LO             | 1 197        | 1,15         |             |             |  |
|                | Jacqueline Bizet              | Divers         | 1 166        | 1,12         |             |             |  |
|                | Jean Piergentili              | FN             | 643          | 0,62         |             |             |  |
|                | Jean Collibeaux               | Divers         | 383          | 0,37         |             |             |  |
|                | Béatrice Compagnon            | UOPDP          | 316          | 0,3          |             |             |  |
|                |                               |                |              |              |             |             |  |
| Inscrits       | Inscrits                      | Inscrits       | 127 637      | 100,00       | 127 597     | 100,00      |  |
| Abstentions    | Abstentions                   | Abstentions    | 21 997       | 17,23        | 19 478      | 15,27       |  |
| Votants        | Votants                       | Votants        | 105 640      | 82,77        | 108 119     | 84,73       |  |
| Blancs et nuls | Blancs et nuls                | Blancs et nuls | 1 515        | 1,43         | 1 729       | 1,6         |  |
| Exprimés       | Exprimés                      | Exprimés       | 104 125      | 98,57        | 106 390     | 98,4        |  |

Pierrette Jaffré, maire adjoint d'Hérouville-Saint-Clair était la suppléante de Louis Mexandeau.

### Élections de 1981
| Candidat       | Candidat                      | Parti          | Premier tour | Premier tour | Second tour | Second tour |  |
| Candidat       | Candidat                      | Parti          | Voix         | %            | Voix        | %           |  |
| -------------- | ----------------------------- | -------------- | ------------ | ------------ | ----------- | ----------- |  |
|                | Louis Mexandeau sortant réélu | PS             | 43 802       | 49,08        | 55 983      | 59,59       |  |
|                | Lucien Nelle                  | RPR (UNM)      | 34 207       | 38,33        | 37 955      | 40,41       |  |
|                | Jacques Bayon                 | PCF            | 6 408        | 7,18         |             |             |  |
|                | Josette Bénard                | MÉP            | 3 136        | 3,51         |             |             |  |
|                | Guy Fortin                    | PSU            | 1 007        | 1,13         |             |             |  |
|                | Alain Canu                    | LCR            | 685          | 0,77         |             |             |  |
|                |                               |                |              |              |             |             |  |
| Inscrits       | Inscrits                      | Inscrits       | 132 412      | 100,00       | 132 388     | 100,00      |  |
| Abstentions    | Abstentions                   | Abstentions    | 42 283       | 31,93        | 37 205      | 28,1        |  |
| Votants        | Votants                       | Votants        | 90 129       | 68,07        | 95 183      | 71,9        |  |
| Blancs et nuls | Blancs et nuls                | Blancs et nuls | 884          | 0,98         | 1 245       | 1,31        |  |
| Exprimés       | Exprimés                      | Exprimés       | 89 245       | 99,02        | 93 938      | 98,69       |  |

Éliane Provost, médecin du travail, était la suppléante de Louis Mexandeau. Elle le remplaça du 25 juillet 1981 au 1er avril 1986, lorsqu'il fut nommé membre du gouvernement.

### Élections de 1988
| Candidat       | Candidat                           | Parti          | Premier tour | Premier tour | Second tour | Second tour |  |
| Candidat       | Candidat                           | Parti          | Voix         | %            | Voix        | %           |  |
| -------------- | ---------------------------------- | -------------- | ------------ | ------------ | ----------- | ----------- |  |
|                | Francis Saint-Ellier sortant réélu | UDF (PR) (URC) | 17 335       | 43,6         | 21 617      | 50,55       |  |
|                | André Ledran sortant               | PS             | 15 137       | 38,07        | 21 145      | 49,45       |  |
|                | Léon Pillet                        | FN             | 2 605        | 6,55         |             |             |  |
|                | Léon Lemonnier                     | Les Verts      | 2 455        | 6,18         |             |             |  |
|                | Jane Tillard                       | PCF            | 2 224        | 5,59         |             |             |  |
|                |                                    |                |              |              |             |             |  |
| Inscrits       | Inscrits                           | Inscrits       | 63 768       | 100,00       | 63 767      | 100,00      |  |
| Abstentions    | Abstentions                        | Abstentions    | 23 501       | 36,85        | 20 235      | 31,73       |  |
| Votants        | Votants                            | Votants        | 40 267       | 63,15        | 43 532      | 68,27       |  |
| Blancs et nuls | Blancs et nuls                     | Blancs et nuls | 511          | 1,27         | 770         | 1,77        |  |
| Exprimés       | Exprimés                           | Exprimés       | 39 756       | 98,73        | 42 762      | 98,23       |  |

Guy Imhof, directeur commercial, maire de Saint-Manvieu-Norrey, conseiller général du canton de Tilly-sur-Seulles, était le suppléant de Francis Saint-Ellier.

### Élections de 1993
| Candidat       | Candidat                           | Parti             | Premier tour | Premier tour | Second tour | Second tour |  |
| Candidat       | Candidat                           | Parti             | Voix         | %            | Voix        | %           |  |
| -------------- | ---------------------------------- | ----------------- | ------------ | ------------ | ----------- | ----------- |  |
|                | Francis Saint-Ellier sortant réélu | UDF (PR)          | 18 826       | 45,57        | 23 185      | 59,02       |  |
|                | Yvonnick Mével                     | PS (ADFP)         | 7 395        | 17,9         | 16 095      | 40,98       |  |
|                | Josette Bénard                     | GÉ (EÉ)           | 4 670        | 11,3         |             |             |  |
|                | Yves Duprés                        | FN                | 4 045        | 9,79         |             |             |  |
|                | Christian Langeois                 | PCF               | 2 480        | 6            |             |             |  |
|                | Michel Dufour                      | Divers écologiste | 1 985        | 4,8          |             |             |  |
|                | Denis Allix                        | SÉGA              | 1 258        | 3,04         |             |             |  |
|                | Cécile Poulain                     | LT-LNÉ            | 655          | 1,59         |             |             |  |
|                |                                    |                   |              |              |             |             |  |
| Inscrits       | Inscrits                           | Inscrits          | 66 215       | 100,00       | 66 221      | 100,00      |  |
| Abstentions    | Abstentions                        | Abstentions       | 22 492       | 33,97        | 23 963      | 36,19       |  |
| Votants        | Votants                            | Votants           | 43 723       | 66,03        | 42 258      | 63,81       |  |
| Blancs et nuls | Blancs et nuls                     | Blancs et nuls    | 2 409        | 5,51         | 2 978       | 7,05        |  |
| Exprimés       | Exprimés                           | Exprimés          | 41 314       | 94,49        | 39 280      | 92,95       |  |

Dominique Bannier, maire de Saint-Contest était le suppléant de Francis Saint-Ellier.

### Élections de 1997
| Candidat       | Candidat                     | Parti          | Premier tour | Premier tour | Second tour | Second tour |  |
| Candidat       | Candidat                     | Parti          | Voix         | %            | Voix        | %           |  |
| -------------- | ---------------------------- | -------------- | ------------ | ------------ | ----------- | ----------- |  |
|                | Francis Saint-Ellier sortant | UDF (PR)       | 13 549       | 33,93        | 20 769      | 47,38       |  |
|                | Philippe Duron élu           | PS             | 13 013       | 32,58        | 23 070      | 52,62       |  |
|                | Yves Duprés                  | FN             | 4 048        | 10,14        |             |             |  |
|                | Lysianne Broudic             | PCF            | 3 242        | 8,12         |             |             |  |
|                | Michel Horn                  | Les Verts      | 1 731        | 4,33         |             |             |  |
|                | Hervé du Boullay             | MPF (LDI)      | 1 450        | 3,63         |             |             |  |
|                | Martine Michau-Baudeuf       | GÉ             | 1 383        | 1,89         |             |             |  |
|                | Valentin Bréhin              | MDC            | 764          | 1,39         |             |             |  |
|                | Léon Lemonnier               | MÉI            | 756          | 1,89         |             |             |  |
|                |                              |                |              |              |             |             |  |
| Inscrits       | Inscrits                     | Inscrits       | 65 390       | 100,00       | 65 358      | 100,00      |  |
| Abstentions    | Abstentions                  | Abstentions    | 23 684       | 36,22        | 19 581      | 29,96       |  |
| Votants        | Votants                      | Votants        | 41 706       | 63,78        | 45 777      | 70,04       |  |
| Blancs et nuls | Blancs et nuls               | Blancs et nuls | 1 770        | 4,24         | 1 938       | 4,23        |  |
| Exprimés       | Exprimés                     | Exprimés       | 39 936       | 95,76        | 43 839      | 95,77       |  |

Le suppléant de Philippe Duron était Gilles Déterville, conseiller général du canton de Caen-9, conseiller municipal de Caen.

### Élections de 2002
| Candidat       | Candidat                  | Parti            | Premier tour | Premier tour | Second tour | Second tour |  |
| Candidat       | Candidat                  | Parti            | Voix         | %            | Voix        | %           |  |
| -------------- | ------------------------- | ---------------- | ------------ | ------------ | ----------- | ----------- |  |
|                | Brigitte Le Brethon élue  | UMP              | 18 402       | 42,88        | 20 844      | 50,14       |  |
|                | Philippe Duron sortant    | PS               | 15 697       | 36,58        | 20 728      | 49,86       |  |
|                | Maurice Heuze             | FN               | 2 463        | 5,74         |             |             |  |
|                | Étienne Adam              | Extrême gauche   | 1 320        | 3,08         |             |             |  |
|                | Marie-Jeanne Gobert       | PCF              | 909          | 2,12         |             |             |  |
|                | Blaise Hersent-Lechatreux | Divers           | 788          | 1,84         |             |             |  |
|                | Alexandra Frapier         | CPNT             | 725          | 1,69         |             |             |  |
|                | Philippe Bonneau          | Pôle républicain | 479          | 1,12         |             |             |  |
|                | Hervé du Boullay          | MPF              | 477          | 1,11         |             |             |  |
|                | Pierre Casevitz           | LO               | 427          | 1            |             |             |  |
|                | Jean-Claude Cherrier      | GÉ               | 414          | 0,96         |             |             |  |
|                | Yves Duprés               | MNR              | 397          | 0,93         |             |             |  |
|                | Bernard Morin             | Divers           | 274          | 0,64         |             |             |  |
|                | Philippe Pierrat          | Divers           | 92           | 0,21         |             |             |  |
|                | Martine Goulet            | Extrême droite   | 47           | 0,11         |             |             |  |
|                | Najet Matmati             | PS               | 0            | 0            |             |             |  |
|                |                           |                  |              |              |             |             |  |
| Inscrits       | Inscrits                  | Inscrits         | 69 518       | 100,00       | 69 518      | 100,00      |  |
| Abstentions    | Abstentions               | Abstentions      | 25 971       | 37,36        | 26 932      | 38,74       |  |
| Votants        | Votants                   | Votants          | 43 547       | 62,64        | 42 586      | 61,26       |  |
| Blancs et nuls | Blancs et nuls            | Blancs et nuls   | 636          | 1,46         | 1 014       | 2,38        |  |
| Exprimés       | Exprimés                  | Exprimés         | 42 911       | 98,54        | 41 572      | 97,62       |  |

Le suppléant de Brigitte Le Brethon était Serge Turpin, chef d'entreprise à Caen.

### Élections de 2007
| Candidat       | Candidat                     | Parti               | Premier tour | Premier tour | Second tour | Second tour |  |
| Candidat       | Candidat                     | Parti               | Voix         | %            | Voix        | %           |  |
| -------------- | ---------------------------- | ------------------- | ------------ | ------------ | ----------- | ----------- |  |
|                | Brigitte Le Brethon sortante | UMP                 | 17 797       | 41,36        | 20 589      | 45,83       |  |
|                | Philippe Duron élu           | PS                  | 15 736       | 36,57        | 24 336      | 54,17       |  |
|                | Martine Frémont              | UDF–MoDem           | 2 121        | 4,93         |             |             |  |
|                | Annie Anne                   | Les Verts           | 1 462        | 3,4          |             |             |  |
|                | Christian Galoy              | FN                  | 920          | 2,14         |             |             |  |
|                | Marie-Jeanne Gobert          | PCF                 | 813          | 1,89         |             |             |  |
|                | Michel Moisan                | LCR                 | 773          | 1,8          |             |             |  |
|                | Hervé du Boullay             | MPF                 | 600          | 1,39         |             |             |  |
|                | Jérémy Folly                 | Divers gauche       | 553          | 1,29         |             |             |  |
|                | Étienne Adam                 | Extrême gauche (GA) | 488          | 0,92         |             |             |  |
|                | Carole Hersent-Lechatreux    | Divers              | 394          | 0,92         |             |             |  |
|                | Martine Pol                  | CPNT                | 386          | 0,9          |             |             |  |
|                | Jean-Michel Sady             | MÉI                 | 245          | 0,57         |             |             |  |
|                | Yves Aubry                   | Divers              | 238          | 0,55         |             |             |  |
|                | Pierre Casevitz              | LO                  | 209          | 0,49         |             |             |  |
|                | Sylvain Victor               | Divers droite       | 169          | 0,39         |             |             |  |
|                | Pierre Marchand              | COM                 | 74           | 0,17         |             |             |  |
|                | Guy Guerrin                  | Divers              | 50           | 0,12         |             |             |  |
|                |                              |                     |              |              |             |             |  |
| Inscrits       | Inscrits                     | Inscrits            | 71 009       | 100,00       | 71 008      | 100,00      |  |
| Abstentions    | Abstentions                  | Abstentions         | 27 413       | 38,6         | 25 153      | 35,42       |  |
| Votants        | Votants                      | Votants             | 43 596       | 61,4         | 45 855      | 64,58       |  |
| Blancs et nuls | Blancs et nuls               | Blancs et nuls      | 568          | 1,3          | 930         | 2,03        |  |
| Exprimés       | Exprimés                     | Exprimés            | 43 028       | 98,7         | 44 925      | 97,97       |  |

Le suppléant de Philippe Duron était Gilles Déterville.

### Élections de 2012
| Candidat       | Candidat                     | Parti                     | Premier tour | Premier tour | Second tour | Second tour |  |
| Candidat       | Candidat                     | Parti                     | Voix         | %            | Voix        | %           |  |
| -------------- | ---------------------------- | ------------------------- | ------------ | ------------ | ----------- | ----------- |  |
|                | Philippe Duron sortant réélu | PS                        | 16 200       | 39,63        | 22 511      | 56,94       |  |
|                | Joël Bruneau                 | UMP                       | 11 199       | 27,39        | 17 026      | 43,06       |  |
|                | Philippe Lailler             | MoDem (CpF)               | 4 140        | 10,13        |             |             |  |
|                | Sabine de Villeroché         | FN (RBM)                  | 3 146        | 7,70         |             |             |  |
|                | Béatrice Dupont              | Divers gauche (FG) (FASE) | 3 040        | 7,44         |             |             |  |
|                | Rudy L’Orphelin              | EÉLV                      | 2 595        | 6,35         |             |             |  |
|                | Marie-Pierre Hulbert         | NPA                       | 243          | 0,59         |             |             |  |
|                | Pierre Casevitz              | LO                        | 210          | 0,51         |             |             |  |
|                | Didier Bergar                | COM                       | 107          | 0,26         |             |             |  |
|                | Michel Decollogne            | RIC                       | 1            | 0,00         |             |             |  |
|                |                              |                           |              |              |             |             |  |
| Inscrits       | Inscrits                     | Inscrits                  | 70 197       | 100,00       | 70 198      | 100,00      |  |
| Abstentions    | Abstentions                  | Abstentions               | 28 814       | 41,05        | 29 266      | 41,69       |  |
| Votants        | Votants                      | Votants                   | 41 383       | 58,95        | 40 932      | 58,31       |  |
| Blancs et nuls | Blancs et nuls               | Blancs et nuls            | 502          | 1,21         | 1 395       | 3,41        |  |
| Exprimés       | Exprimés                     | Exprimés                  | 40 881       | 98,79        | 39 537      | 96,59       |  |

Le suppléant de Philippe Duron était Éric Vève, avocat, conseiller municipal de Caen, conseiller général du canton de Caen-8.

### Élections de 2017
|                                                                          |                                                                                  |                           |                           |                          |                          |
|                                                                          |                                                                                  | Premier tour 11 juin 2017 | Premier tour 11 juin 2017 | Second tour 18 juin 2017 | Second tour 18 juin 2017 |
|                                                                          |                                                                                  |                           |                           |                          |                          |
|                                                                          |                                                                                  | Nombre                    | % des inscrits            | Nombre                   | % des inscrits           |
| Inscrits                                                                 | Inscrits                                                                         | 70 107                    | 100,00                    | 70 099                   | 100,00                   |
| Abstentions                                                              | Abstentions                                                                      | 32 641                    | 46,56                     | 39 435                   | 56,26                    |
| Votants                                                                  | Votants                                                                          | 37 466                    | 53,44                     | 30 664                   | 43,74                    |
|                                                                          |                                                                                  |                           | % des votants             |                          | % des votants            |
| Bulletins blancs                                                         | Bulletins blancs                                                                 | 401                       | 1,07                      | 2 895                    | 9,44                     |
| Bulletins nuls                                                           | Bulletins nuls                                                                   | 293                       | 0,78                      | 1 062                    | 3,46                     |
| Suffrages exprimés                                                       | Suffrages exprimés                                                               | 36 772                    | 98,15                     | 26 707                   | 87,10                    |
|                                                                          |                                                                                  |                           |                           |                          |                          |
| Candidat Étiquette politique (partis et alliances)                       | Candidat Étiquette politique (partis et alliances)                               | Voix                      | % des exprimés            | Voix                     | % des exprimés           |
|                                                                          |                                                                                  |                           |                           |                          |                          |
|                                                                          | Fabrice Le Vigoureux La République en marche                                     | 14 196                    | 38,61                     | 17 340                   | 64,93                    |
|                                                                          | Sonia de La Provôté Union des démocrates et indépendants (Les Républicains)      | 6 163                     | 16,76                     | 9 367                    | 35,07                    |
|                                                                          | Karinne Gualbert La France insoumise                                             | 4 467                     | 12,15                     |                          |                          |
|                                                                          | Éric Vève Parti socialiste                                                       | 3 140                     | 8,54                      |                          |                          |
|                                                                          | Chantal Henry Front national                                                     | 2 752                     | 7,48                      |                          |                          |
|                                                                          | Rudy L'Orphelin Europe Écologie Les Verts                                        | 2 203                     | 5,99                      |                          |                          |
|                                                                          | Marc Lecerf Divers gauche                                                        | 1 246                     | 3,39                      |                          |                          |
|                                                                          | Marie-Jeanne Gobert Parti communiste français                                    | 949                       | 2,58                      |                          |                          |
|                                                                          | Annie Pelluet Debout la France                                                   | 386                       | 1,05                      |                          |                          |
|                                                                          | Jean-Michel Sady Écologiste (Mouvement 100 % - Alliance écologiste indépendante) | 308                       | 0,84                      |                          |                          |
|                                                                          | Nicolas Vabre Extrême gauche (Nouveau Parti anticapitaliste)                     | 281                       | 0,76                      |                          |                          |
|                                                                          | Pierre Casevitz Lutte ouvrière                                                   | 238                       | 0,65                      |                          |                          |
|                                                                          | Patricia Divaret Divers (Union populaire républicaine)                           | 164                       | 0,45                      |                          |                          |
|                                                                          | Dimitri Bruyneel Divers droite (Centre national des indépendants et paysans)     | 147                       | 0,40                      |                          |                          |
|                                                                          | Michel Lemonnier Divers gauche (Parti de la démondialisation)                    | 63                        | 0,17                      |                          |                          |
|                                                                          | Pauline Étroit Divers gauche                                                     | 44                        | 0,12                      |                          |                          |
|                                                                          | Hélène Courtois Divers gauche (Mouvement des progressistes)                      | 25                        | 0,07                      |                          |                          |
| Source : Ministère de l'Intérieur - Première circonscription du Calvados |                                                                                  |                           |                           |                          |                          |

La suppléant de Fabrice Le Vigoureux était Karine Villey-Desméserets, infirmière à Louvigny, résidant à Mouen.

### Élections de 2022
Les élections législatives françaises de 2022 ont lieu les dimanches 12 et 19 juin 2022.
| Résultats des élections législatives des 12 et 19 juin 2022 de la 1re circonscription du Calvados |                          |                          |                          |              |              |             |             |
| Candidat                                                                                          | Candidat                 | Parti et coalition       | Nuance                   | Premier tour | Premier tour | Second tour | Second tour |
| Candidat                                                                                          | Candidat                 | Parti et coalition       | Nuance                   | Voix         | %            | Voix        | %           |
|                                                                                                   | Emma Fourreau            | LFI (NUPES)              | NUP                      | 13 622       | 35,81        | 18 296      | 49,73       |
|                                                                                                   | Fabrice Le Vigoureux     | LREM (ENS)               | ENS                      | 11 507       | 30,25        | 18 496      | 50,27       |
|                                                                                                   | Sophie Simonnet          | LC (UDC)                 | LR                       | 5 275        | 13,87        |             |             |
|                                                                                                   | Josseline Liban          | RN                       | RN                       | 4 048        | 10,64        |             |             |
|                                                                                                   | Anne-Laure Chahine       | REC                      | REC                      | 1 105        | 2,90         |             |             |
|                                                                                                   | Florent Thomas           | PA                       | ECO                      | 688          | 1,81         |             |             |
|                                                                                                   | Marlène Blouin           | LP (UPF)                 | DSV                      | 559          | 1,47         |             |             |
|                                                                                                   | Pierre Casevitz          | LO                       | DXG                      | 509          | 1,34         |             |             |
|                                                                                                   | Jérémy Gallois           | PP                       | DVG                      | 391          | 1,03         |             |             |
|                                                                                                   | Blaise Corbery           | DÉ                       | DVG                      | 336          | 0,88         |             |             |
| Votes valides                                                                                     | Votes valides            | Votes valides            | Votes valides            | 38 040       | 97,97        | 36 792      | 94,27       |
| Votes blancs                                                                                      | Votes blancs             | Votes blancs             | Votes blancs             | 588          | 1,51         | 1 598       | 4,09        |
| Votes nuls                                                                                        | Votes nuls               | Votes nuls               | Votes nuls               | 202          | 0,52         | 640         | 1,64        |
| Total                                                                                             | Total                    | Total                    | Total                    | 38 830       | 100          | 39 030      | 100         |
| Abstention                                                                                        | Abstention               | Abstention               | Abstention               | 33 967       | 46,66        | 33 769      | 46,39       |
| Inscrits / participation                                                                          | Inscrits / participation | Inscrits / participation | Inscrits / participation | 72 797       | 53,34        | 72 799      | 53,61       |

La suppléante de Fabrice Le Vigoureux était Léonie Angot-Hastain, professeure, maire Horizons de Saint-Manvieu-Norrey.

### Élections de 2024
La candidate du Rassemblement national Ludivine Daoudi se retire du second tour après la diffusion d'une photo d'elle portant une casquette de sous-officier de la Luftwaffe,.
| Candidat                                                                 | Candidat                 | Parti et coalition       | Nuances                  | Premier tour | Premier tour | Second tour | Second tour |
| Candidat                                                                 | Candidat                 | Parti et coalition       | Nuances                  | Voix         | %            | Voix        | %           |
| ------------------------------------------------------------------------ | ------------------------ | ------------------------ | ------------------------ | ------------ | ------------ | ----------- | ----------- |
|                                                                          | Joël Bruneau             | DVD                      | DVD                      | 22 596       | 43,11        | 28 691      | 59,87       |
|                                                                          | Emma Fourreau            | LFI (NFP)                | NFP                      | 18 250       | 34,85        | 19 229      | 40,13       |
|                                                                          | Ludivine Daoudi          | RN                       | RN                       | 10 458       | 19,95        | retrait     | retrait     |
|                                                                          | Matéo Leloup             | REC                      | REC                      | 604          | 1,15         |             |             |
|                                                                          | Pierre Casevitz          | LO                       | DXG                      | 510          | 0,97         |             |             |
|                                                                          |                          |                          |                          |              |              |             |             |
| Votes valides                                                            | Votes valides            | Votes valides            | Votes valides            | 52 418       | 98,02        |             |             |
| Votes blancs                                                             | Votes blancs             | Votes blancs             | Votes blancs             | 663          | 1,24         |             |             |
| Votes nuls                                                               | Votes nuls               | Votes nuls               | Votes nuls               | 397          | 0,74         |             |             |
| Total                                                                    | Total                    | Total                    | Total                    | 73 296       | 100          |             |             |
| Abstention                                                               | Abstention               | Abstention               | Abstention               | 19 818       | 27,04        |             |             |
| Inscrits / participation                                                 | Inscrits / participation | Inscrits / participation | Inscrits / participation | 53 478       | 72,96        |             |             |
| Source : Ministère de l'Intérieur - Première circonscription du Calvados |                          |                          |                          |              |              |             |             |

La suppléante de Joël Bruneau est Myriam Letellier, conseillère départementale du canton de Thue-et-Mue, maire déléguée de Cheux, adjointe au maire de Thue et Mue.
Joël Bruneau est membre du groupe parlementaire LIOT.